# Rovnoběžné souřadnice
Rovnoběžné souřadnice jsou běžný způsob zobrazování ve vícerozměrové (mnohadimenzionální) geometrii a pro analýzu vícerozměrných dat.
Pro zobrazení souboru bodů v n-rozměrném prostoru tvoří pozadí n rovnoběžných čar, které jsou obvykle vertikální a od sebe stejně vzdálené. Bod v n-rozměrném prostoru je reprezentován jako lomená čára s vrcholy na rovnoběžných osách, poloha bodu na i-té ose odpovídá i-té souřadnici bodu.

## Historie
Rovnoběžné souřadnice vynalezl v roce 1885 Philbert Maurice d'Ocagne. Nezávisle byly znovu objeveny a popularizovány Al Inselbergem v roce 1959 a od roku 1977 se systematicky rozvinuly jako souřadnicový systém. Tyto souřadnice jsou využívány v některých důležitých aplikacích jako např. v algoritmech pro zabránění střetů objektů v řízení letového provozu (1987 – 3 USA patent), dolování dat (USA patent), počítačové vidění (USA patent), optimalizace, řízení procesů a v poslední době i odhalení narušení atd.

## Vyšší rozměry
Pokud se do rovnoběžných souřadnic (často zkráceno II-souřadnice nebo PS) přidají další rozměry, je třeba přidat také další osy. Hodnota rovnoběžných souřadnic spočívá v tom, že určité geometrické vlastnosti v mnohodimenzionálním prostoru lze transformovat do dobře viditelných dvourozměrných vzorců. Například množina bodů ležící na přímce v n-prostoru se transformuje na soubor lomených čar (nebo křivek) v rovnoběžných souřadnicích, které se všechny protínají v n − 1 bodech. Pro n=2 tak vyniká dualita bod-čára, která ukazuje, proč se matematické základy paralelních souřadnic rozvíjejí v projektivním a nikoli v Eukleidově prostoru. Známé jsou také modely, které odpovídají (hyper)plochám, křivkám, hladkým (hyper)plochám, proximitě, konvexitě a non-orientabilitě. Při přeměně mapy od k-dimenzionálních dat na nižší 2D prostor je očekávána ztráta některých informací. Ztráta informací může být měřena pomocí Parsevalovy totožnosti (nebo energetickou normou).

## Statistické úvahy
Při použití vizualizace statistických dat existují tři důležité aspekty: pořadí, rotace a měřítko os.

Pořadí os je rozhodující pro zjištění funkce, v typické analýze dat bude nutné vyzkoušet mnoho změn pořadí. Někteří autoři přišli s uspořádáním heuristiky, kdy mohou vytvářet instruktivní uspořádání.

Otáčení osy je překlad do paralelních souřadnic,když linie protíná vnějšek rovnoběžné osy, může být přenesen mezi nimi otáčkami. Nejjednodušším příkladem je otáčení osy o 180°.

Nutnost měřítka vyplývá ze skutečnosti, že děj je založen na interpolaci (lineární kombinace) po sobě jdoucích párů veličin. Z tohoto důvodu musí být proměnné v určitém měřítku, existuje mnoho metod pro nastavení velikosti, které mají být považovány za součást data-procesu přípravy a mohou odhalit více informativních názorů.

Hladké vykreslení paralelních souřadnic je dosaženo s drážkováním. V hladkém vykreslení je mapováno každé pozorování do parametrické linie (nebo křivky), která je hladká, spojitá na osách a kolmá ke každé paralelní ose. Tento návrh klade důraz na kvantizační úroveň pro všechny atributy dat. Pokud někdo používá Fourierovu interpolaci stupně dimenzionality dat, pak je dosažen Andrewsův graf.

## Čtení
Inselberg (Inselberg 1997) vytvořil úplný přehled o tom, jak číst z rovnoběžných souřadnic v relačních modelech. Když většina linií mezi dvěma rovnoběžnými osami jsou rovnoběžné s nimi, naznačují pozitivní vztah mezi těmito dvěma dimenzemi. Když se linie kříží v superpozici X-tvarů, jedná se o negativní vztah. Pokud se linie kříží náhodně nebo jsou rovnoběžné, není zde žádný zvláštní vztah.

## Software
Zatímco existuje mnoho článků o rovnoběžných souřadnicích, existuje jen málo významných softwarů, které jsou veřejně k dispozici pro převod paralelních souřadnic grafiky. Významné softwary jsou Parvis, XDAT, Mondrian, GGobi a Macrofocus High-D. Knihovny zahrnující Protovis.js D3.js, poskytují základní příklady, zatímco složitější příklady jsou k dispozici v knihovnách D3.Parcoords.js (knihovna na bázi D3) a Macrofocus High-D API (Java knihovna), které jsou určené speciálně pro II-souřadnice k publikování grafické tvorby.